# Радельгар (князь Беневентський)
Радельгар (нар. 854), князь Беневентський (851—854), старший син князя Радельхіза I.
Престол Радельгара спадкував його брат Адельчіз. Радельгар мав дочку, яка вийшла заміж за графа Капуанського Ландо III.